# قصر أبو جلال
قصر أبو جلال هو قصر يقع في قرية الوزية في منطقة الأحساء في المملكة العربية السعودية، يعود تاريخ بنائه إلى الفترة العثمانية في القرن الثامن عشر أو القرن التاسع عشر. وسُجل هذا الموقع في قائمة اليونسكو للتراث العالمي في عام 2018، كجزء من واحة الأحساء.

## اليونسكو
سُجلت واحة الأحساء والتي تضم قصر أبو جلال في المنطقة الشرقية ضمن قائمة التراث الإنساني العالمي، خلال اجتماع لجنة التراث العالمي الذي عُقد في العاصمة البحرينية المنامة، وذلك في فرع التراث الثقافي، كخامس موقع سعودي يضم للقائمة بعد موقع مدائن صالح في عام 2008، وحي الطريف بالدرعية عام 2010، وجدة التاريخية، ومواقع الرسوم الصخرية في موقعي جبة والشويمس بمنطقة حائل في عام 2015.

## وصلات خارجية
- واحة الأحساء